# Cofka zbiornika zaporowego
Cofka zbiornika zaporowego (ang. Backwater Fluctuation Zone) – odcinek doliny rzeki powyżej zbiornika zaporowego zalewany wodami ze zbiornika podczas stanów wody w zbiorniku wyższych od normalnego/średniego poziomu jego piętrzenia. W strefie tej dochodzi do przekształceń abiotycznych (hydrologicznych, morfologicznych, sedymentologicznych) i biotycznych (roślinność, siedliska zwierząt, użytkowanie terenu przez człowieka) komponentów systemu rzecznego.